# ロック、ストック&トゥー・スモーキング・バレルズ
『ロック、ストック&トゥー・スモーキング・バレルズ』（Lock, Stock and Two Smoking Barrels）は1998年のイギリス・アメリカのクライムアクション映画である。イギリスでは、その年の年間興行成績1位を記録した。
後にガイ・リッチー製作総指揮・脚本で、テレビドラマとしてリメイクされた。『ロック、ストック&フォー・ストールン・フーヴズ』及び『ロック、ストック&スパゲッティ・ソース』の題名で、日本でも入手可能。

## あらすじ
ロンドンの下町で盗品を売るなどして小金を稼ぐエディ、ベーコン、トム、ソープの4人組が、一攫千金を狙って10万ポンドを持ち寄り賭場に挑むも、元締めであるハリーのイカサマによって50万ポンドの借金を負ってしまう。返済期限は一週間、ハリーが雇った取り立て屋のビッグ・クリスに脅され、途方にくれるエディたちだったが、アパートの隣部屋を拠点にしているギャングのリーダー・ドッグが大麻の売人ウィンストンらの住処を襲撃する計画を立てていることを知り、これを横取りすることにした。
一方、ハリーは趣味のアンティーク古銃を盗むよう側近のバリーに命じる。バリーは雇いの悪漢であるディーンとゲイリーの二人組に仕事を実行させるが、価値を知らないディーンたちは目当ての古銃2丁が分からず故買屋ニックに売却してしまう。ディーンたちは慌ててニックから古銃を買い戻そうとしたが、2丁ともトムによって購入された後であった。
エディたちはトムが買った2丁の古銃でドッグ一味を待ち伏せし、彼らがウィンストンから脅し取った大金と大麻の強奪に成功する。更にニックを通してマフィアのローリーに大麻の売却を持ち掛けるが、そのローリーこそがウィンストンら大麻の売人の元締めであった。盗まれたばかりの商品を換金に来たエディたちを襲撃犯と勘違いしたローリーはエディのアパートへ報復に向かい、同じくエディの部屋へ報復に来たドッグ一味と鉢合わせ、壮絶な銃撃戦を繰り広げる。戦いの末に、盗品の大麻は唯一生き残ったウィンストンが持ち去り、大金と古銃は取り立ての為にアパートに来たクリスによって回収されハリーの元へ届けられた。古銃を取り戻すためにエディのアパート前まで来ていたディーンたちは古銃を持ち去るクリスを追って、相手がバリーのボスとも知らないままハリーの事務所へ強盗に入り、応戦したハリー及びバリーと相打ちとなって命を落とす。エディたちは先々で起こる惨状に唖然とするも、ハリーの死によって借金が帳消しになったことに安堵する。しかし、返済に充てる必要のなくなった50万ポンドはクリスに奪われてしまい、結局2丁の古銃だけが4人の手元に残った。
エディたちは警察にアパートで繰り広げられた銃撃戦への関与を疑われるが、証拠不十分のためにすぐに釈放され、唯一の証拠品となる2丁の古銃を処分することにする。トムが橋から古銃を投げ捨てようとしている丁度そのとき、酒場にいた3人の前にクリスが現れて、一冊のカタログを渡して去っていった。そのカタログには、2丁の古銃の写真が載っており、1丁約30万ポンドの値打ちがあると書かれていた。

## キャスト
| 役名                             | 俳優                           | 日本語吹替 |
| -------------------------------- | ------------------------------ | ---------- |
| エディ                           | ニック・モラン                 | 井上倫宏   |
| ベーコン                         | ジェイソン・ステイサム         | 山路和弘   |
| トム                             | ジェイソン・フレミング         | 江原正士   |
| ソープ                           | デクスター・フレッチャー       | 高木渉     |
| JD                               | スティング                     | 後藤哲夫   |
| ウィンストン                     | スティーヴン・マッキントッシュ | 齋藤龍吾   |
| ビッグ・クリス                   | ヴィニー・ジョーンズ           | 廣田行生   |
| ドッグ                           | フランク・ハーパー             | 手塚秀彰   |
| "ハチェット" ハリー ロンズデール | P・H・モリアーティ             | 大木民夫   |
| バリー "ザ・バプティスト"        | レニー・マクレーン             | 藤本譲     |
| リトル・クリス                   | ピーター・マクニコール         | 定岡小百合 |
| プランク                         | スティーヴ・スウィーニー       | 斎藤志郎   |
| ミッキー                         | ロニー・フォックス             | 茶風林     |
| ニック "ザ・グリーク"            | スティーヴン・マーカス         | 辻親八     |
| タニア                           | ヴェラ・デイ                   | 定岡小百合 |
| アラン/ナレーター                | アラン・フォード               | 石波義人   |
| ディーン                         | ジェイク・エイブラハム         | 坂東尚樹   |
| ゲイリー                         | ヴィクター・マクガイア         | 茶風林     |
| ローリー・ブレーカー             | ヴァス・ブラックウッド         | 菅原淳一   |

## スタッフ
- 監督・脚本：ガイ・リッチー
- 製作：マシュー・ヴォーン
- 製作総指揮：スティーヴ・ティッシュ、ピーター・モートン、アンガッド・ポール、スティーヴン・マークス、トルーディ・スタイラー
- 撮影監督：ティム・モーリス＝ジョーンズ
- プロダクションデザイナー：イアン・アンドリュース、イヴ・マヴラキス
- 編集：ニーヴン・ハウィー
- 衣裳デザイン：ステファニー・コーリー
- 音楽：デヴィッド・A・ヒューズ（英語版）、ジョン・マーフィ
- 日本語字幕：岡田壮平
- 吹替翻訳：松崎広幸
- 吹替演出：清水洋史
- 吹替調整：荒井孝
- 吹替プロデュース：吉岡美惠子
- 吹替製作：東北新社

## 公開と評価
1998年8月28日にイギリス、1999年3月5日にアメリカで公開された。アメリカでの興行収入の合計は$3,753,929となった。
ジョン・ファーガソンはRadio Timesで「『長く熱い週末』以来のイギリスのベストクライム・ムービーだ」と評価した。映画批評集積サイトのRotten Tomatoesでの支持率は76％で、Metacriticでは30件のレビューがあり加重平均値は66/100点となった。

## サウンドトラック
| サウンドトラック・レビュー | サウンドトラック・レビュー |
| レビュー・スコア           | レビュー・スコア           |
| 出典                       | 評価                       |
| -------------------------- | -------------------------- |
| オールミュージック         | Link                       |

1. "Hundred Mile High City" by オーシャン・カラー・シーン
2. "It's a Deal, It's a Steal" by トム、ニック&エド
3. "The Boss" by ジェームス・ブラウン
4. "Truly, Madly, Deeply" by スカンガ*
5. "Hortifuckinculturalist" – ウィンストン
6. "Police and Thieves" by ジュニア・マーヴィン
7. "18 With a Bullet" by ルイス・テイラー & カーリーン・アンダーソン*
8. "Spooky" by ダスティ・スプリングフィールド
9. "The Game" by ジョン・マーフィ & デヴィッド・A・ヒューズ*
10. "Muppets" by ハリー、バリー&ゲイリー
11. "Man Machine" by ロビー・ウィリアムズ*
12. "Walk This Land" by E-Zローラーズ
13. "Blaspheming Barry" by バリー
14. "I Wanna Be Your Dog" by ザ・ストゥージズ
15. "It's Kosher" by トム&ニック
16. "Liar, Liar" by ザ・キャスタウェイズ*
17. "I've Been Shot" by プランク&ドッグ
18. "Why Did You Do It" by ストレッチ
19. "Guns 4 show, knives for a pro" by エド&ソープ
20. "Oh Girl" by イーヴィル・スーパースターズ
21. "If the Milk Turns Sour" by ジョン・マーフィ & デヴィッド・A・ヒューズ (with ローリー)*
22. "Zorba the Greek" by ジョン・マーフィ & デヴィッド・A・ヒューズ
23. "I'll Kill Ya" by ジョン・マーフィ & デヴィッド・A・ヒューズ (with ローリー)*
24. "The Payback" by ジェームス・ブラウン
25. "Fool's Gold" by ザ・ストーン・ローゼズ*
26. "It's Been Emotional" by ビッグ・クリス
27. "18 With a Bullet" by ピート・ウィングフィールド

*1999年にリリースされたアメリカ版で削除されたトラック